# Jocelyn Delecour
Jocelyn Delecour (né le 2 janvier 1935 à Tourcoing) est un athlète français spécialiste du 100 et du 200 mètres. Il s'illustre particulièrement dans l'épreuve du relais 4 × 100 mètres avec ses partenaires Claude Piquemal, Roger Bambuck et Paul Genevay.

## Carrière sportive
Licencié de 1954 à 1957 à l'US Tourcoing et à partir de 1958 au Racing Club de France, Jocelyn Delecour compte parmi les meilleurs sprinters (100 m, 200 m, 4 × 100 m) mondiaux de 1956 à 1968. Une première tentative sur 400 mètres se solde par un échec (temps supérieur à 50 s) mais il réalise néanmoins 48 s 4 en 1966. Il faut noter aussi la 7e performance au saut en longueur aux Bilans nationaux français en 1962 : 7,39 m. Jocelyn Delecour a participé à 4 Jeux olympiques (Melbourne 1956, Rome 1960, Tokyo 1964 et Mexico 1968).

## Entraînements
À partir de 1958 et son arrivée au Racing Club de France, il habite au stade de Colombes, et peut s'entrainer régulièrement sur place. De jeunes sportifs viennent le voir pendant ses entrainements journaliers.

## Palmarès
| Année | Compétition           | Lieu      | Place | Épreuve   |
| ----- | --------------------- | --------- | ----- | --------- |
| 1958  | Championnats d'Europe | Stockholm | 3e    | 200 m     |
| 1962  | Championnats d'Europe | Belgrade  | 2e    | 100 m     |
| 1962  | Championnats d'Europe | Belgrade  | 4e    | 200 m     |
| 1963  | Jeux méditerranéens   | Naples    | 2e    | 4 × 100 m |
| 1964  | Jeux olympiques       | Tokyo     | 3e    | 4 × 100 m |
| 1966  | Championnats d'Europe | Budapest  | 1er   | 4 × 100 m |
| 1968  | Jeux olympiques       | Mexico    | 3e    | 4 × 100 m |

## Records
- 100 m : 10 s 3
- 200 m : 20 s 8
- 4 × 100 m : 38 s 4
- Plusieurs fois recordman d'Europe au relais 4 × 100 mètres et une fois du monde en 38 s 9 (non homologué).
- A amélioré à trois reprises le record de France du 100 m et du 200 m en 1958.

## Sélections internationales
Les internationaux de la Commission de la Documentation et de l'Histoire de la Fédération Française d'Athlétisme
| Année | Compétition                              | Date     | Lieu             | 100 m | 100 m          | 200 m | 200 m          | 4x100 m | 4x100 m        |
| ----- | ---------------------------------------- | -------- | ---------------- | ----- | -------------- | ----- | -------------- | ------- | -------------- |
| 1955  | France - Allemagne juniors               | 18-sept. | Thonon-les-Bains | 4     | 11 s 1         |       |                |         |                |
| 1956  | Pays-Bas - France                        | 16-juin  | La Haye          |       |                | 3     | 22 s 4         | 2       | 42 s 1         |
|       | France - Allemagne de l'Ouest - Roumanie | 1-sept.  | Colombes         |       |                | 5     | 22 s 7         |         |                |
|       | Italie - France                          | 13-oct.  | Florence         |       |                | 3     | 22 s 1         |         |                |
|       | Jeux Olympiques                          | 22-nov.  | Melbourne        |       |                |       |                | 4       | 41 s 3 (1/2 F) |
| 1957  | France - Finlande - Norvège              | 21-sept. | Colombes         |       |                | 3     | 21 s 7         | 1       | 41 s 2         |
|       | Allemagne de l'Ouest - France            | 5-oct.   | Duisburg         |       |                | 3     | 21 s 7         | 2       | 41 s 0         |
| 1958  | Belgique - France                        | 29-juin  | Bruxelles        |       |                | 1     | 21 s 1         | 1       | 41 s 6         |
|       | Norvège - France                         | 10-juil. | Oslo             | 1     | 10 s 6         | 2     | 21 s 7         | 1       | 41 s 4         |
|       | Finlande - France                        | 15-juil. | Helsinki         | 1     | 10 s 5         | 1     | 21 s 6         |         | DQ             |
|       | Championnats d'Europe                    | 18-août  | Stockholm        | 4     | 10 s 5         | 3     | 21 s 3         | 5       | 41 s 0         |
|       | France - Grande Bretagne                 | 13-sept. | Colombes         | 2     | 10 s 3         | 3     | 21 s 0         | 2       | 40 s 8         |
|       | France - Italie                          | 4-oct.   | Lyon             | 2     | 10 s 8         | 3     | 22 s 3         | 2       | 42 s 1         |
| 1959  | Match des six nations                    | 18-juil. | Duisburg         | 2     | 10 s 6         |       |                | 4       | 42 s 3         |
|       | France - Suède                           | 26-sept. | Colombes         | 1     | 10 s 4         |       |                | 1       | 40 s 3         |
| 1960  | Grande Bretagne - France                 | 30-juil. | Londres          |       |                | 4     | 21 s 7         | 2       | 40 s 6         |
|       | Jeux Olympiques                          | 31-août  | Rome             | 4     | 10 s 7 (1/4 F) | 4     | 21 s 5 (1/4 F) |         | DQ en série    |
|       | France - Finlande                        | 24-sept. | Colombes         | 1     | 10 s 5         | 1     | 21 s 1         | 1       | 40 s 8         |
|       | Italie - France                          | 8-oct.   | Milan            | 1     | 10 s 8         | 3     | 21 s 0         | 2       | 40 s 4         |
| 1961  | France - Belgique                        | 18-juin  | Lille            | 1     | 10 s 6         | 1     | 21 s 4         | 1       | 41 s 5         |
|       | Match des six nations                    | 8-juil.  | Colombes         | 2     | 10 s 5         | 2     | 21 s 0         | 1       | 40 s 4         |
|       | Suède - France - Japon                   | 10-août  | Stockholm        | 1     | 10 s 5         | 3     | 21 s 5         | 1       | 40 s 4         |
|       | France - Norvège - Yougoslavie           | 6-sept.  | Paris Charléty   | 1     | 10 s 8         | 2     | 21 s 5         | 1       | 41 s 0         |
|       | France - Grande Bretagne                 | 23-sept. | Colombes         | 1     | 10 s 5         | 1     | 21 s 2         | 1       | 40 s 4         |
|       | Grèce - France                           | 21-oct.  | Athènes          | 1     | 10 s 7         |       |                | 1       | 41 s 4         |
| 1962  | Belgique - France                        | 21-juil. | Bruxelles        | 1     | 10 s 6         | 1     | 20 s 9         | 1       | 40 s 7         |
|       | France - Suisse                          | 25-août  | Thonon-les-Bains |       |                | 1     | 21 s 0         | 1       | 40 s 1         |
|       | Championnats d'Europe                    | 12-sept. | Belgrade         | 2     | 10 s 4         | 4     | 21 s 2         | 4       | 40 s 0         |
|       | France - Allemagne de l'Ouest            | 29-sept. | Colombes         | 1     | 10 s 7         | 1     | 21 s 2         | 1       | 39 s 9         |
| 1963  | Match des six nations                    | 13-juil. | Enschede         | 1     | 10 s 7         | 1     | 21 s 3         | 2       | 40 s 6         |
|       | Tchécoslovaquie - France                 | 20-juil. | Prague           | 1     | 10 s 3         |       |                |         |                |
|       | Suisse - France                          | 17-août  | Berne            |       |                |       |                | 1       | 41 s 0         |
|       | France - Russie fédérative               | 21-sept. | Colombes         | 3     | 10 s 5         | 2     | 21 s 2         | 1       | 39 s 7         |
|       | Jeux Méditerranéens                      | 27-sept. | Naples           |       |                |       |                | 2       | 40 s 1         |
| 1964  | France - Italie                          | 18-juil. | Annecy           | 1     | 10 s 5         | 2     | 21 s 2         | 1       | 39 s 2         |
|       | France - Autriche                        | 22-août  | Thonon-les-Bains |       |                | 1     | 21 s 2         | 1       | 39 s 8         |
|       | Benelux - France                         | 29-août  | Bruxelles        |       |                | 3     | 21 s 4         | 1       | 40 s 4         |
|       | Grande Bretagne - France                 | 11-sept. | Londres          | 3     | 10 s 7         |       |                | 1       | 39 s 9         |
|       | Jeux Olympiques                          | 14-oct.  | Tokyo            |       |                | 4     | 21 s 5 (1/4 F) | 3       | 39 s 3         |
| 1965  | Match des six nations                    | 3-juil.  | Berne            |       |                |       |                | 3       | 40 s 0         |
|       | France - Benelux                         | 10-juil. | Paris Charléty   |       |                | 2     | 21 s 6         | 1       | 39 s 8         |
|       | 1/2 Finale coupe d'Europe                | 21-août  | Oslo             | 1     | 10 s 5         | 1     | 21 s 6         | 1       | 39 s 7         |
|       | France - Tchécoslovaquie                 | 3-sept.  | Paris Charléty   | 1     | 10 s 6         | 1     | 21 s 2         | 1       | 40 s 0         |
|       | Coupe d'Europe                           | 11-sept. | Stuttgart        | 5     | 10 s 5         | 3     | 21 s 2         | 4       | 39 s 8         |
|       | France - URSS                            | 2-oct.   | Colombes         |       |                | 2     | 21 s 3         | 2       | 39 s 3         |
| 1966  | Allemagne de l'Ouest - France            | 9-juil.  | Berlin           |       |                |       |                | 1       | 39 s 5         |
|       | Tchécoslovaquie - France                 | 13-août  | Prague           |       |                | 2     | 21 s 3         |         | DQ             |
|       | Championnats d'Europe                    | 30-août  | Budapest         |       |                |       |                | 1       | 39 s 4         |
|       | URSS - France                            | 17-sept. | Kiev             |       |                |       |                | 1       | 39 s 2         |
|       | France - Finlande - Grande Bretagne      | 1-oct.   | Colombes         |       |                |       |                | 1       | 39 s 5         |
| 1967  | 1/2 Finale coupe d'Europe                | 22-juil. | Ostrava          |       |                |       |                | 1       | 38 s 9         |
|       | Amériques - Europe                       | 9-août   | Montréal         |       |                |       |                | 1       | 39 s 1         |
|       | Coupe d'Europe                           | 16-sept. | Kiev             |       |                |       |                | 1       | 39 s 2         |
|       | France - Portugal                        | 30-sept. | Marseille        |       |                | 1     | 21 s 1         |         | DQ             |
| 1968  | France - Allemagne de l'Ouest            | 22-juin  | Colombes         | 2     | 10 s 9         | 4     | 21 s 8         | 1       | 40 s 0         |
|       | Match des six nations                    | 20-juil. | Brescia          |       |                |       |                |         | DQ             |
|       | Suède - France                           | 7-sept.  | Stockholm        |       |                |       |                | 1       | 40 s 1         |
|       | Jeux Olympiques                          | 13-oct.  | Mexico           | 6     | 10 s 3 (1/4 F) |       |                | 3       | 38 s 42        |

## Championnats de France
Participations aux Championnats de France, Commission de la Documentation et de l'Histoire de la Fédération Française d'Athlétisme.
| Année | Epreuve     | Place | Performance | Date     | Lieu                      | Remarque |
| ----- | ----------- | ----- | ----------- | -------- | ------------------------- | -------- |
| 1957  | 100 m Elite | 3     | 10 s 9      | 14-sept. | Yves du Manoir - Colombes |          |
| 1957  | 200 m Elite | 2     | 22 s 4      | 14-sept. | Yves du Manoir - Colombes |          |
| 1958  | 100 m Elite | 1     | 10 s 5      | 27-juil. | Yves du Manoir - Colombes |          |
| 1958  | 200 m Elite | 1     | 20 s 9      | 27-juil. | Yves du Manoir - Colombes | Rec.     |
| 1959  | 100 m Elite | 2     | 10 s 6      | 25-juil. | Yves du Manoir - Colombes |          |
| 1960  | 100 m Elite | 2     | 10 s 5      | 23-juil. | Yves du Manoir - Colombes |          |
| 1961  | 100 m Elite | 1     | 10 s 3      | 22-juil. | Yves du Manoir - Colombes |          |
| 1961  | 200 m Elite | 1     | 20 s 8      | 22-juil. | Yves du Manoir - Colombes |          |
| 1962  | 100 m Elite | 1     | 10 s 3      | 28-juil. | Yves du Manoir - Colombes |          |
| 1962  | 200 m Elite | 1     | 20 s 8      | 28-juil. | Yves du Manoir - Colombes |          |
| 1963  | 100 m Elite | 2     | 10 s 5      | 27-juil. | Yves du Manoir - Colombes |          |
| 1963  | 200 m Elite | 1     | 20 s 8      | 27-juil. | Yves du Manoir - Colombes |          |
| 1964  | 100 m Elite | 3     | 10 s 5      | 24-juil. | Yves du Manoir - Colombes |          |
| 1964  | 200 m Elite | 1     | 20 s 9      | 24-juil. | Yves du Manoir - Colombes |          |
| 1965  | 100 m Elite | 4     | 10 s 6      | 24-juil. | Yves du Manoir - Colombes |          |
| 1965  | 200 m Elite | 3     | 20 s 8      | 24-juil. | Yves du Manoir - Colombes |          |
| 1966  | 100 m Elite | 3     | 10 s 5      | 23-juil. | Yves du Manoir - Colombes |          |
| 1966  | 200 m Elite | 4     | 21 s 3      | 23-juil. | Yves du Manoir - Colombes |          |
| 1967  | 100 m Elite | 4     | 10 s 6      | 29-juil. | Jean Bouin - Paris        |          |
| 1967  | 200 m Elite | 3     | 20 s 9      | 29-juil. | Jean Bouin - Paris        |          |
| 1968  | 100 m Elite | 4     | 10 s 6      | 27-juil. | Yves du Manoir - Colombes |          |

## Meilleures performances
Meilleures performances personnelles extraites de athletisme.site 
| Année | Catégorie | Epreuve  | Performance | Date    | Lieu        | Remarque               |
| 1958  | Senior    | 100m     | 10"3        | 14-juin | Varsovie    | Record de France       |
| 1959  | Senior    | 100m     | 10"3        | 23-mai  | Jean-Bouin  | Record de France égalé |
| 1963  | Senior    | 200m     | 20"7        | 2-juil. | Zurich      | Record de France       |
| 1966  | Senior    | 400m     | 48"4        | 29-mai  | Pamiers     |                        |
| 1962  | Senior    | Longueur | 7m39        | 14-oct. | Carcassonne | Carcassonne            |

## Décoration
- Officier de l'ordre du Mérite sportif‎ à titre exceptionnel (1959)[4]